# York, Arizona
York, även kallad York Valley, är en så kallad census-designated place i Greenlee County i delstaten Arizona. Vid 2010 års folkräkning hade York 557 invånare.